# .xxx
.xxx er et generisk topdomæne (gTLD) med hensigt på, at websider med pornografisk indhold placeres under .xxx.
Indførelsen blev første gang foreslået tilbage i 2000, og genansøgt i 2004, men begge gange afvist efter pres fra politiske og konservative grupper. I bedste fald ville det medføre, at det er nemt at afgøre om en side indeholder porno, hvilket også er til fordel for fra-filtrering af pornosider. Kritikere påpeger dog, at det blot vil være et ekstra domæne, at pornosider findes på og at de nuværende sider ikke bliver fjernet. Det vil kræve lovgivning i alle verdens lande at fjerne pornoen på andre end .xxx-domæner.
Den 10. maj 2006 blev der i ICANN stemt imod domænet.
Siden .xxx blev foreslået, har det været omdiskuteret. Det nåede i en kort periode i 2005 at være godkendt, men kristne organisationer protesterede imod det.
Den 18. marts 2011 accepterede ICANN .xxx domænet som et generisk topdomæne, på fod med f.eks. .travel, med stemmerne 9 mod 3 pr. og åbnede den 6. december 2011 for registeringen af domæner under .xxx.